# 后光眶灯鱼
后光眶灯鱼（学名：Diaphus signatus），又名叉尾眶灯鱼，为眶灯鱼属的其中一種，分布於印度洋及太平洋熱帶及亞熱帶海域，屬深海魚類，棲息深度100-1400公尺，體長可達4公分。

## 扩展阅读
維基物種上的相關：叉尾眶灯鱼